# Dendrobium jonesii
Dendrobium jonesii är en orkidéart som beskrevs av Alfred Barton Rendle. Dendrobium jonesii ingår i släktet Dendrobium, och familjen orkidéer.
Artens utbredningsområde är Queensland.

## Underarter
Arten delas in i följande underarter:
- D. j. jonesii
- D. j. magnificum

## Bildgalleri

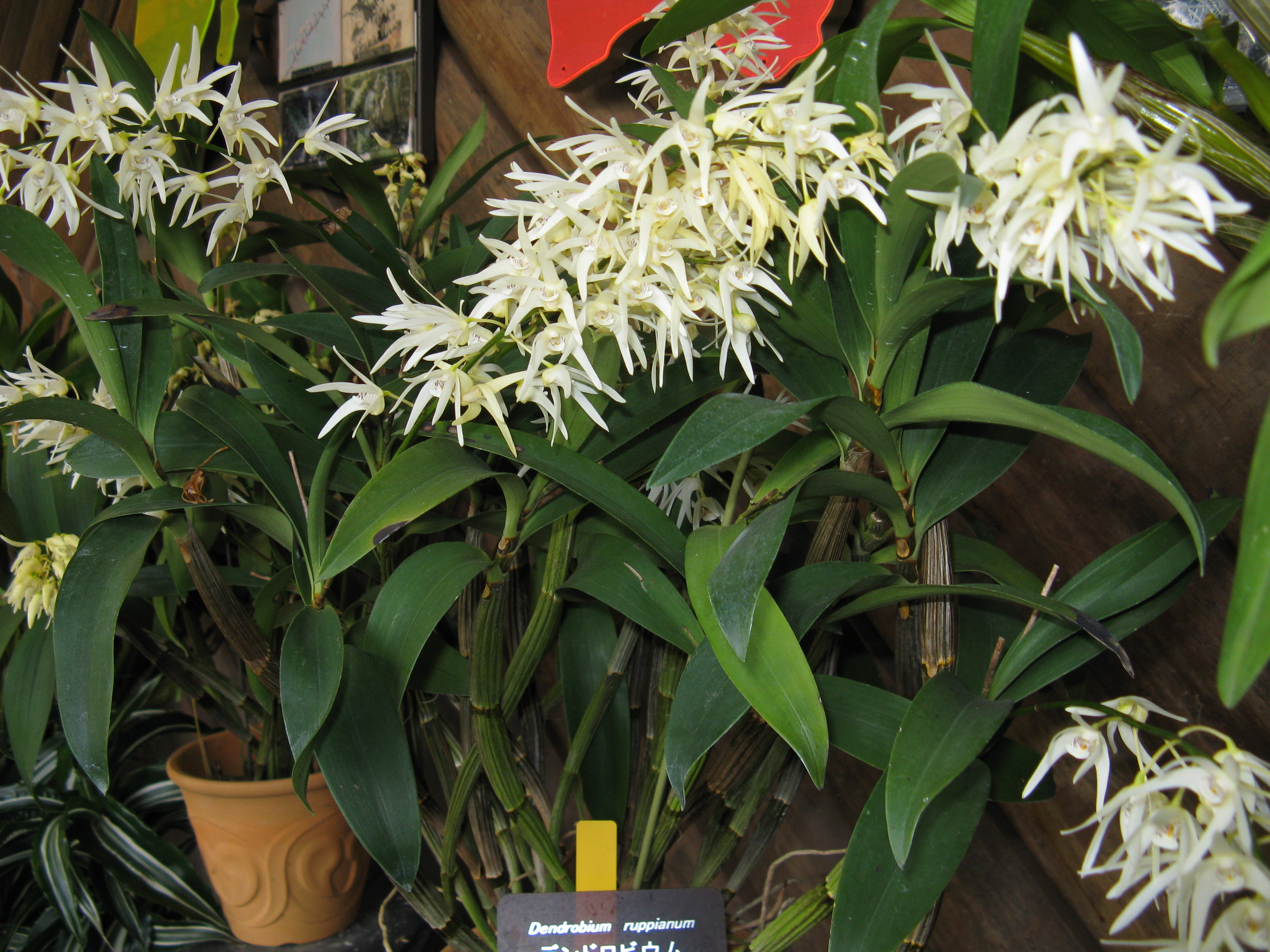